# Psychotria dimorphophylla
Psychotria dimorphophylla är en måreväxtart som beskrevs av Karl Moritz Schumann. Psychotria dimorphophylla ingår i släktet Psychotria och familjen måreväxter. Inga underarter finns listade i Catalogue of Life.